# Obereopsis paratogoensis
Obereopsis paratogoensis är en skalbaggsart som beskrevs av Stefan von Breuning 1971. Obereopsis paratogoensis ingår i släktet Obereopsis och familjen långhorningar.
Artens utbredningsområde är Togo. Inga underarter finns listade i Catalogue of Life.